# Cosmarium succisum
Cosmarium succisum là một loài Song tinh tảo trong họ Desmidiaceae, thuộc chi Cosmarium.